# Титорове
Титорове (до 2024 року — Горького) — селище Дніпровського району Дніпропетровської області України. Населення за переписом 2001 року становить 975 осіб. Входить до складу Миколаївської сільської громади.

## Географія
Селище Титорове розміщене на відстані 1 км від смт Таромське (нині частина Дніпра) і села Долинське. Селищем протікає пересихаюча річка Сухачівка із загатою. Біля Титорового в Сухачівку впадає Балка Грушки, по якій тече струмок. Поруч проходять автомобільна дорога Н08 та залізниця, станції Сухачівка і Платформа 169 км за 3,5 км.
Розташоване в степу на захід від Дніпра, південь Таромського і південний схід від Кам'янського.

## Історія
- У 1930-х роках на місці села була бригада колгоспу «Переможець».
- 1939 — 1963 роках — підсобне господарство заводу ДЗМО.
- 1963 — дата заснування селища.
- 19 вересня 2024 року Верховна Рада підтримала перейменування селища Горького на Титорове. 26 вересня 2024 року перейменування набуло чинності.[1]

## Населення
Згідно з переписом УРСР 1989 року чисельність наявного населення селища становила 876 осіб, з яких 396 чоловіків та 480 жінок.
За переписом населення України 2001 року в селищі мешкали 983 особи.

### Мова
Розподіл населення за рідною мовою за даними перепису 2001 року:
| Мова                | Відсоток |
| ------------------- | -------- |
| українська          | 71,59 %  |
| російська           | 26,26 %  |
| інші/не визначилися | 2,15 %   |

## Об'єкти соціальної сфери
- Школа.
- Фельдшерсько-акушерський пункт.

## Господарство
Селище тісно пов'язане з сусіднім Таромським, що входить до складу Дніпра. Землі селища належать агрофірмі «Наукова».